# Dagmar Winter (Theologin)

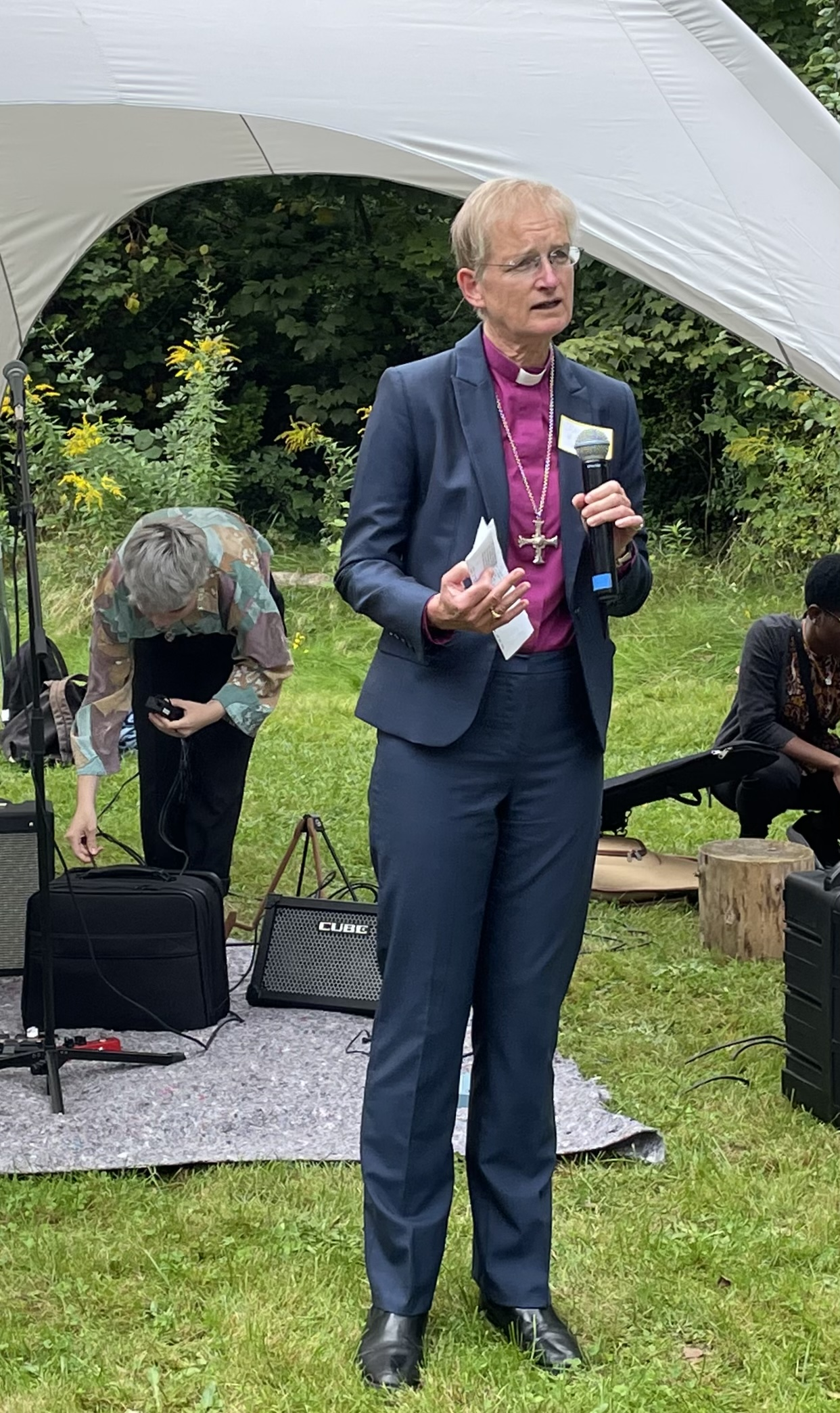
Dagmar Winter (2021)

Dagmar Winter (* 1963) ist eine britische anglikanische Theologin und seit Juni 2019 Suffraganbischöfin von Huntingdon in der Diözese Ely der Church of England. Damit ist sie die erste Bischöfin in East Anglia. Zuvor war sie u. a. Priesterin einer großen, ländlichen Pfarrei in Northumbria (2006–2015) und Rektorin der Hexham Abbey (2015–2019).

## Frühe Jahre und Ausbildung
Winter hat sowohl britische als auch schweizerdeutsche Wurzeln. Sie studierte an der University of Aberdeen und der Universität Heidelberg. Ihre praktische Ausbildung erhielt sie anschließend am theologischen Seminar in Herborn. Mit einer methodologischen Untersuchung zur Jesusforschung wurde sie 1996 in Heidelberg promoviert.

## Kirchliches Wirken
Winter wurde am 29. Juni 1996 von Michael Nazir-Ali zur Diakonin ernannt und im darauf folgenden Jahr am 28. Juni 1997 ebenfalls von Bischof Nazir-Ali in der Kathedrale von Rochester zur Priesterin geweiht. Zunächst versah sie ihren Dienst in der St. Mark’s Church in Bromley in der Diözese Rochester. Von 1999 bis 2006 war sie Beauftragte in der Dekanatsausbildungs und stellvertretende Vikarin der Hexham Abbey in der Diözese Newcastle.
Von 2006 bis 2015 war sie Priesterin für Kirkwhelpington, Kirkharle, Kirkheaton und Cambo; eine Gruppe ländlicher Gemeinden in Northumberland. Während dieser Zeit hatte sie eine Reihe weiterer Ernennungen inne: sie war Diözesanbeauftragte für ländliche Angelegenheiten in der Diözese Newcastle (2006–2015), Gebietsdekanin von Morpeth (2011–2013), und Beraterin für die Frauenordination beim Bischof von Newcastle (2012–2019). 2011 wurde sie zur Ehrenkanonikerin der Kathedrale von Newcastle erhoben. 2015 kehrte sie nach Hexham Abbey zurück, nachdem sie zur Rektorin ernannt worden war.
Seit 2005 ist Dagmar Winter gewähltes Mitglied der Generalsynode der Church of England. Sie war Mitglied der sogenannten Rural Group, des Ausschusses für Mission und Öffentlichkeitsarbeit der Church of England und der Meissen-Kommission mit der Evangelischen Kirche in Deutschland (EKD).
Im Mai 2019 wurde bekannt gegeben, dass Dagmar Winter die nächste Suffraganbischöfin von Huntingdon in der Diözese Ely sein würde. Sie wurde am 3. Juli 2019 in der St Paul’s Cathedral von Justin Welby als Bischöfin eingeführt. Im Juni 2023 wählte die Generalversammlung der Konferenz Europäischer Kirchen auf ihrer Tagung in Tallinn Dagmar Winter zur Vizepräsidentin der Konferenz Europäischer Kirchen.